# Električni naboj
Električni naboj ili količina elektriciteta (oznaka q ili Q) je fizikalna veličina koja opisuje temeljno svojstvo čestica koje uzajamno djeluju električnim silama.
Postoje dvije vrste električnoga naboja, pozitivni i negativni, koji su po svojim učincima suprotni. Čestice ili fizikalna tijela nabijena istoimenim električnim nabojem međusobno djeluju odbojnom silom, a čestice ili tijela nabijena raznoimenim električnim nabojem se privlače. Električki nabijene čestice u mirovanju stvaraju električna polja, a električki nabijene čestice u gibanju stvaraju električna, elektromagnetska i magnetska polja. Dogovorno je označen kao pozitivan onaj električni naboj što ga trenjem dobije stakleni štap, a kao negativan, električni naboj proizveden trenjem na štapu od smole. Atomi su električki neutralni i većina tvari na Zemlji je električki neutralna. Tvari postaju električki nabijene kad se u njima razdvoje različito nabijene čestice, to jest kad se pojedini elektroni izdvoje iz atoma. Nositelji negativnoga električnoga naboja najčešće su elektroni, a nositelji pozitivnoga naboja najčešće su atomi kojima nedostaje jedan ili više elektrona (ion) odnosno, na subatomskoj razini, protoni.
Električni naboji tijela uvijek su višekratnici elementarnog električnog naboja e = 1,602177 · 10–19 C. Jedine do danas poznate čestice koje mogu imati električni naboj manji od naboja elektrona su kvarkovi. Električni naboj je temeljno očuvano svojstvo subatomskih čestica, koje određuje njihovu elektromagnetsku interakciju. Električki nabijena materija izvor je elektromagnetskog polja. Međudjelovanje između naboja i polja posljedica je razmjene fotona kao nositelja elektromagnetske interakcije,  jedne od četiri fundamentalne interakcije, 
Naboji u usmjerenom gibanju, bilo u vodičima bilo u praznom prostoru, tvore električnu struju. Ona se mjeri kao omjer količine naboja proteklog kroz poprečni presjek tog toka i vremena protjecanja. Prema tome, stalna struja I koja je tekla u vremenu t prenijela je ukupan naboj
{\displaystyle Q=I\cdot t}.
Ako je jakost struje promjenjiva te joj je vremenska ovisnost dana s I(t), ukupni naboj prenesen strujom od trenutka ti do trenutka tf je 
{\displaystyle Q=\int _{t_{\mathrm {i} }}^{t_{\mathrm {f} }}I\,\cdot \mathrm {d} t}.
Mjerna jedinica električnoga naboja je kulon (C).

## Povijest
Prvi je Tales iz Mileta (600 pr. Kr.) pisao da jantar (grč. ἤλεϰτρον, ḗlektron), kada se tare, privlači sitne čestice tvari, a W. Gilbert otkrio je da i druge tvari, a ne samo jantar, imaju električno svojstvo. Pojavu električnoga odbijanja prvi je 1672. opazio Otto von Guericke, a 1663. konstruirao je prvi elektrostatički stroj na trenje. Razliku među vodičima i izolatorima otkrio je Stephen Gray. Francuski kemičar C. F. C. du Fay utvrdio je 1734. različitost električnog naboja nastalog trljanjem stakla od naboja nastalog trljanjem smole, a G. Ch. Lichtenberg nazvao je pozitivnim električni naboj nastao trljanjem stakla. Oko 1747. B. Franklin konstatirao je da se pri trenju stvaraju uvijek jednake količine pozitivnog i negativnog električnog naboja. Istraživanjem sila koje djeluju među električnim nabojima bavili su se H. Cavendish i J. Priestley, a zakon o ovisnosti privlačne ili odbojne sile o nabojima i udaljenosti među nabojima, a osnovi pokusa formulirao, Ch. A. de Coulomb, pa se po njemu mjerna jedinica električnog naboja naziva kulon (C). Prema Coulombovu zakonu sila F koja djeluje između dvaju točkastih električnih naboja q1 i q2 razmjerna je produktu naboja, a obrnuto razmjerna kvadratu njihova razmaka r,
{\displaystyle F={\frac {1}{4\pi \varepsilon _{0}}}\cdot {\frac {q_{1}\,q_{2}}{r^{2}}}}.
Ovdje je ε0 - dielektrična permitivnost vakuuma. Sila jednoga naboj na drugi usmjerena je po njihovoj spojnici te je vektor te sile, kada su naboji na položajima {\displaystyle {\vec {r}}_{1}} i {\displaystyle {\vec {r}}_{2}} jednak
{\displaystyle F={\frac {1}{4\pi \varepsilon _{0}}}\cdot {\frac {q_{1}\,q_{2}}{|{\vec {r}}_{2}-{\vec {r}}_{1}|^{3}}}({\vec {r}}_{2}-{\vec {r}}_{1})}.

Sila F je vektor, pa je i jakost električnog polja E vektorska veličina, a kao smjer električnoga polja uzima se onaj smjer u kojem djeluju sile na pozitivni naboj. Električno polje može se opisati i skalarnim veličinama, potencijalima V. Električni naboji mogu pod utjecajem električnih sila obavljati mehanički rad, a to znači da u svakoj točki polja električni naboj q ima izvjesnu potencijalnu energiju (električni potencijal) s obzirom na neku referentnu točku u polju kojoj se pripisuje potencijal φ = 0. To je obično vrlo udaljena točka u polju ili Zemlja. Sve točke u polju koje imaju isti potencijal leže na ekvipotencijalnim plohama.
Za električni naboj q električni potencijal V neke točke na udaljenosti r iznosi:
{\displaystyle V(r)={\frac {1}{4\pi \varepsilon _{0}}}\cdot {\frac {q}{r}}}
Budući da je razlika potencijala među dvjema točkama u elektrostatičkom polju jednaka električnom naponu među tim točkama, to će u elektrostatici, gdje naboji miruju, sve točke nekog vodiča biti na istom električnom potencijalu, jer bi inače zbog napona došlo do gibanja naboja. Iz odnosa Uab = Va – Vb proizlazi da se električni potencijal i električni napon mjere istom mjernom jedinicom volt (V), a jakost električnog polja mjeri se u voltima po metru (V/m).

## Elementarni električni naboj
Električni naboj je karakteristika subatomskih čestica, kvantiziran je i izražava se kao višekratnik elementarnog naboja e, gdje taj naboj iznosi približno e = 1,602176462×10-19 C i jedna je od osnovnih fizikalnih konstanti. Elektron posljedično ima električni naboj -e, proton +e, jezgra helija +2e i tako dalje. Kvark, ovisno o vrsti, ima dio naboja od −1/3 do +2/3, dok njihovi antičestični ekvivalenti imaju suprotni naboj. Kvarkovi su, međutim, uvijek vezani te do sada nije zapaženo samostalno postojanje čestice s nabojem manjim od jednoga elementarnog naboja.

## Statički elektricitet
Električni naboj makroskopskog objekta je suma električnih naboja njegovih sastavnih dijelova. Često je ukupni iznos električnog naboja jednak nuli, kao posljedica jednakog broja elektrona i protona u svakom atomu, gdje se djelovanje njihovih naboja međusobno poništava. Prilike u kojima suma električnih naboja nije jednaka nuli često se očituju kao statički elektricitet. Statički elektricitet djeluje u okolini elektrostatičkom silom i privlači suprotno nabijene čestice tvari, a odbija jednako nabijene čestice. Električni naboj se može detektirati posredstvom elektrometra. Diskretnu prirodu električnog naboja demostrirao je R. A.  Millikan u svom eksperimentu s padanjem uljnih kapljica.Nije li naboj jednoliko raspoređen u tvari (iako je suma naboja jednaka nuli), kažemo da je tvar polarizirana. Ako se dio nabijenih čestica giba u određenom smjeru (to su najčešće elektroni) tada govorimo o tijeku električne struje.

## Mjerna jedinica
SI jedinica za mjerenje električnog naboja je 1 C ili 1 kulon (po fizičaru Charles-Augustin de Coulombu)), koji predstavlja približno 6,242 x 1018 elementarnih naboja. Kulon se definira kao količina naboja koji protječe kroz presjek vodiča nošen električnom strujom jakosti jednog ampera u jednoj sekundi, stoga vrijedi da je 1 As = 1 C. Oznaka za količinu električnog naboja je q ili Q.

## Invarijantnost električnog naboja
Naboj čestice je relativistička invarijanta. To znači da će se svakoj čestici naboja q  uvijek mjeriti naboj q, bez obzira na brzinu njenoga kretanja.  Ovo je svojstvo eksperimentalno dokazano tako da se pokazalo da je naboj jezgre jednog atoma helija (dva protona i dva neutrona vezana zajedno i gibaju se u jezgri velikom brzinom) jednak naboju dvije deuterijske jezgre (jedan proton i jedan neutron spojeni zajedno, ali koje se gibaju puno sporije nego da su bile u jezgri helija).[provjeriti]

## Očuvanje naboja
Ukupni električni naboj izoliranog sustava je konstantan, bez obzira na promjene unutar samog sustava. Ovaj je zakon svojstven svim fizikalno poznatim procesima, pa čak i u reakcijama u kojima se elementarne čestice poništavaju ili se stvaraju nove. 
Klasično, zakon očuvanja naboja može se izvesti iz Maxwellovih jednadžbi kao jednadžba kontinuiteta. Ukupna promjena gustoće električnoga naboja {\displaystyle \rho } unutar volumena {\displaystyle V} jednaka je toku gustoće električne struje {\displaystyle J} kroz površinu {\displaystyle S} koja zatvara volumen, što je zapravo jednako ukupnoj struji {\displaystyle I},
{\displaystyle -{\frac {\partial }{\partial t}}\cdot \int _{V}\rho \cdot dV=\int _{S}\mathbf {J} \cdot \mathbf {dS} =I}